# Archipelag Haʻapai
Haʻapai – grupa wysp, skał i raf znajdujących się w centrum Królestwa Tonga, graniczy od południa z grupą wysp Tongatapu oraz od północy z grupą wysp Vavaʻu.
Z 51 wysp archipelagu Haʻapai siedemnaście jest zamieszkanych. Wszystkie największe wyspy znajdują się na wschodzie – grupa Lifuka. Dwie największe wyspy to Lifuka oraz Foa, zamieszkuje je 4249 osób. Innymi większymi wyspami są Nukunamo and Haʻano na których znajdują się 4 wioski zamieszkane przez 728 osób. Na południe od tych wysp znajduje się ʻUiha, na której znajdują się 2 wioski, starożytny cmentarz oraz starożytny monument. Na zachodzie grupy są jeszcze 2 wyspy, duża wyspa Tofua, na której znajduje się czynny wulkan oraz wyspa Kao, z wulkanem nieaktywnym (najwyższe wzniesienie Tonga, wynoszące 1030 m n.p.m.).